# 小玲
小玲（日语： Rīn-chan */?，或譯作小鈴）為日本職棒千葉羅德海洋的吉祥物。主題是一隻海鷗。

## 特徵
- 4歲，馬君的女朋友。但似乎對養樂多吉祥物燕美追求馬君持鼓勵態度。[7]
- 頭髮綁馬尾，頭戴粉紅色遮陽帽。通常穿著白色或粉紅色制服（白色制服背後僅印有「Rine」字樣，粉紅色制服背後則是「RINE-CHAN」，無背號）、粉紅色裙子及鞋子。
- 「團隊減6趴（日语：チーム・マイナス6%）」（為因應全球暖化，響應日本政府的政策規劃）成員（745號）。